# Kūh-e Belqeys
Kūh-e Belqeys (persiska: كوه بلقيس) är ett berg i Iran.   Det ligger i provinsen Zanjan, i den nordvästra delen av landet, 400 km väster om huvudstaden Teheran. Toppen på Kūh-e Belqeys är 3 254 meter över havet.
Terrängen runt Kūh-e Belqeys är huvudsakligen kuperad, men österut är den bergig.Runt Kūh-e Belqeys är det ganska glesbefolkat, med 47 invånare per kvadratkilometer. Närmaste större samhälle är Noşratābād, 10,2 km sydväst om Kūh-e Belqeys. Trakten runt Kūh-e Belqeys består i huvudsak av gräsmarker.